# Лагевники-Великі
Лагевники-Великі (пол. Łagiewniki Wielkie, нім. Groß Lagiewnik) — село в Польщі, у гміні Павонкув Люблінецького повіту Сілезького воєводства.
Населення — 647 осіб (2011).
У 1975-1998 роках село належало до Ченстоховського воєводства.

## Демографія
Демографічна структура станом на 31 березня 2011 року:
|          | Загалом | Допрацездатний вік | Працездатний вік | Постпрацездатний вік |
| -------- | ------- | ------------------ | ---------------- | -------------------- |
| Чоловіки | 321     | 65                 | 224              | 32                   |
| Жінки    | 326     | 76                 | 193              | 57                   |
| Разом    | 647     | 141                | 417              | 89                   |